# Na linii ognia (album)
Na linii ognia − jedyny album studyjny polskiego zespołu hip-hopowego Skazani na Sukcezz wydany 29 czerwca 2006 roku nakładem wytwórni Camey Studio. Gościnnie wystąpili na nim m.in. Chada oraz Ero. Oprawę graficzną albumu wykonał Grzegorz "Forin" Piwnicki.
Nagrania dotarły do 27. miejsca listy OLiS.

## Lista utworów
1. Na linii ognia
2. Masz jedno życie (gościnnie: Honeys)
3. Chcę tego
4. Prawdziwy romans (gościnnie: Honeys)
5. Od zawsze
6. Mniam mniam
7. Skazani na Sukcezz
8. Nie gniewaj się
9. Szukaj mnie na projektach
10. Nie ma innego miejsca dla nas (gościnnie: Chada, Lerek)
11. Upadły anioł (gościnnie: Honeys)
12. Hawajskie koszule III (gościnnie: Lerek)
13. Morderstwo (gościnnie: Ero)
14. Chcę tego (43 stopnie studio Remix)
15. Upadły anioł (Specyfik sound studio Remix) (gościnnie: Honeys)